# Christian Breuer (voetballer)
Christian Breuer (24 april 1939) was een Duitse voetballer.

## Carrière
Müller werd geboren in Fliesteden, was destijds nog een zelfstandige gemeente was en sinds 1975 deel van Bergheim. Samen met zijn neef Christian Müller maakte hij in 1958 de overstap van het lokale SC Fliesteden naar 1. FC Köln. Door de aanpassing van het amateurvoetbal naar het profvoetbal kreeg hij was pas vanaf seizoen 1959/60 speelkansen. Met zijn team werd hij drie keer op rij kampioen van de Oberliga West. In 1960 bereikte hij ook de finale om de titel tegen HSV. In de 53ste minuut opende Breuer de score maar nog in dezelfde minuut zou Uwe Seeler al de gelijkmaker binnentrappen. Zijn neef Christian Müller scoorde ook nog maar kon niet verhinderen dat HSV de titel won. Twee jaar later kon Köln wel de landstitel veroveren tegen Nürnberg. Ondanks dit succes verkaste hij na dit seizoen naar Alemannia Aachen. Hij had voor Köln 63 wedstrijden in de Oberliga gespeeld en nam met zijn team ook aan Europese competities deel. 
Met Aachen werd hij vijfde en hoewel er vijf clubs zich plaatsten voor de nieuwe Bundesliga was het zesde plaats FC Schalke 04 dat, op basis van zijn roemrijke verleden, een startbewijs voor de Bundesliga kreeg. In de Regionalliga werd de club kampioen, maar kon via de eindronde geen promotie afdwingen. Ook in 1965 konden ze geen promotie afdwingen, maar de club speelde dat jaar wel de finale van de DFB-Pokal, die ze verloren van Borussia Dortmund. In 1966 werd Aachen derde achter Fortuna Düsseldorf en Rot-Weiss Essen. Hierna nam hij het aanbod van Hannover aan om daar te gaan spelen, in de Bundesliga. 
Hij speelde vier jaar voor Hannover maar kon geen grote successen boeken met de club en in 1970 keerde hij naar Aachen terug, dat net uit de Bundesliga gedegradeerd was. Hij bleef er tot 1975 maar kon met de club geen nieuwe promotie afdwingen.